# Bajrići (Bihács)
Bajrići falu Bosznia-Hercegovinában, Bihács községben, a Bosznia-hercegovinai Föderáció Una-Szanai kantonjában.

## Fekvése
Bihács központjától légvonalban 5, közúton 6 km-re északra, az Una bal partján fekszik.

## Népessége
Lakossága 2013-ban 506 fő volt, mely csaknem teljes egészében bosnyák etnikumú volt.
| Nemzetiségi csoport | Népesség 1991 | Népesség 2013 |
| ------------------- | ------------- | ------------- |
| Szerb               | 72            | 0             |
| Bosnyák             | 761           | 498           |
| Horvát              | 2             | 0             |
| Jugoszláv           | 5             | 0             |
| Egyéb               | 4             | 8             |
| Összesen            | 844           | 506           |

## Története
Területén a Crkvina nevű helyen a 19. század végén valószínűleg a késő középkori település templomának nyomai látszottak. Erre utalnak az itt talált építési törmelék, mészhabarcs és kisebb kődarabok, de a falak maradványai ma már nem látszanak. A 19. század végén egy 15x7 méteres nagyságú építmény alapfalai rajzolódtak ki ezen a helyen, melyeket V. Radimsky 1893-ban középkori templom maradványaiként azonosított.

## Nevezetességei
Kulište nevű településrészén valószínűleg egy késő középkori toronyvár maradványai látszanak. A maradványok alapján ez egy kb. 10 méteres átmérőjű hengeres torony volt, melyet a keleti oldalon egy, a nyugati oldalon kettős árok védett. Az építanyag maradványok között számos cseréptöredék és majolika darabjai kerültek elő.